# باستورا (نيو مكسيكو)
باستورا - Pastura هي قرية أمريكية تقع في ولاية نيومكسيكو. عدد سكانها 23 نسمة حسب إحصائات 2010.
تأسست في عام 1901 كمنطقة ري للقطارات البخارية على سكك حديد جنوب المحيط الهادئ. وفي عام 1903 قامت خدمة البريد الأمريكية ببناء مكتب بريد في باستورا استجابة لنموها السكاني. 